# Seven Femenino de Londres
El Seven Femenino de Londres fue un torneo anual femenino de rugby 7 que se disputaba en Inglaterra.
Formó parte de la Serie Mundial Femenina de Rugby 7.
El torneo se disputaba en el Twickenham Stoop de Londres.

## Palmarés
| Año  | Sede             | Campeón    | Marcador | Subcampeón   |
| ---- | ---------------- | ---------- | -------- | ------------ |
| 2012 | Twickenham Stoop | Inglaterra | 34 - 7   | Países Bajos |
| 2014 | Twickenham Stoop | Inglaterra | 36 - 7   | Australia    |
| 2015 | Twickenham Stoop | Australia  | 20 - 17  | Canadá       |

## Posiciones
Número de veces que las selecciones ocuparon cada posición en todas las ediciones.
| Equipo    | Campeón | 2º puesto |
| --------- | ------- | --------- |
| Australia | 1       |           |
| Canadá    |         | 1         |